# Forum UEFA Allenatori Club d'Èlite
Il Forum UEFA Allenatori Club d'Èlite è un forum annuale organizzato dalla UEFA, a cui vi partecipano gli allenatori di calcio più importanti del mondo che nell'anno di riferimento disputano le competizioni UEFA per club, quali Champions League ed Europa League, per discutere di temi calcistici, questioni riguardanti diritti sportivi, legali e televisivi e proporre nuove idee.
Il convegno, che si svolge a Nyon, nella sede della UEFA, è giunto alla sua 15ª edizione; a presiederlo è il presidente della UEFA Michel Platini e l'ex allenatore Alex Ferguson, attuale ambasciatore del Comitato esecutivo UEFA.
Durante la riunione possono essere assegnati uno o più riconoscimenti a ciascun allenatore, tutti vari tra loro, quali ad esempio: per meriti sportivi, per la carriera e per aver stabilito alcuni record.

## Storia
Il primo convegno si svolse nel 1999, ed era totalmente indipendente dagli impegni UEFA, tant'è che non aveva un periodo prestabilito durante il quale si svolgeva. Attualmente è parte integrante del calendario UEFA e si svolge immediatamente prima dell'inizio di ogni stagione calcistica. L'edizione 2014 più recente si è svolta a settembre ed ha visto la partecipazione di numerosi allenatori di spicco quali Arsène Wenger (Arsenal), Luis Enrique (Barcellona), Pep Guardiola (Bayern Monaco), José Mourinho (Chelsea), Jürgen Klopp ( Borussia Dortmund), Roger Schmidt (Bayer Leverkusen), Manuel Pellegrini (Manchester City), Filippo Inzaghi (Milan) (esordiente), Míchel (Olympiacos), Carlo Ancelotti (Real Madrid), Laurent Blanc (Paris Saint-Germain), Jens Keller (Schalke 04), André Villas-Boas (Zenit San Pietroburgo), Jorge Jesus (Benfica), Massimiliano Allegri (Juventus), Mircea Lucescu (Šachtar), Unai Emery (Siviglia), Nuno Espírito Santo (Valencia) e Rafael Benítez (Napoli), quest'ultimo premiato con una targa ricordo per le 100 partite disputate in Champions League.